# 1982年憲法
1982年憲法法（1982ねんけんぽうほう、Constitution Act, 1982）は、カナダ憲法典の一部。1982年にイギリス議会により制定された1982年カナダ法別紙Bにより制定された。
1931年のウェストミンスター憲章制定により、独立国家とあまり相違のない高度な自治権を得ていたが、なお憲法典の改正などについてイギリス議会が権限を留保していた。本憲法の制定に伴い、カナダのイギリスからの独立プロセスが完了し、イギリス自治領としてのカナダの歴史は終わりを告げた。
"自由と権利に関するカナダ憲章"（The Charter of Rights and Freedoms ）が34条までの第一章として記されている。
なお、ケベック州は本憲法を承認していないが、同州においても有効とされる。